# Вутанар
Вутана́р (чув. Вӑтанар; устар. Хирбозь, Арясъ) — малая река в Ибресинском районе Чувашской Республики России.
Начинается из пруда на восточной окраине берёзово-осинового леса. Течёт в общем юго-восточном направлении. В верховьях реки расположена деревня Тойси-Паразуси. В низовьях — крупный пруд, образованный земляной плотиной. Вутанар впадает в реку Хома на высоте 115 м над уровнем моря напротив деревни Нижнее Кляшево.
Основные притоки — речка Боженир, впадающая справа к югу от Тойси-Паразуси, овраг Ухочвар, расположенный по левому берегу реки на восточной окраине деревни и ключ Взоель на территории деревни.
В источниках встречается другой вариант названия — Хирбозь
Название реки упоминается при описании местоположения деревни Тоизя Паразусь (Тоиси Паразусь) в вершинах речки Хирбози, при речке Хоме.